# アルメントフーベル高山植物園
アルメントフーベル高山植物園は、スイスベルン州ベルナーオーバーラント地方にある展望台、アルメントフーベルのケーブル駅付近にある高山植物園。約800ｍ（徒歩20分）の回遊コースを歩きながら、エーデルワイス（セイヨウウスユキソウ）、エンツィアン、アルペンローゼをはじめ、合計150種類以上の高山植物を鑑賞することができる。花期は6～9月（種類により異なる）。花の名前が記載されたパネル板も設置されている（日本語あり）。
アルメントフーベルからアイガー、メンヒ、ユングフラウのユングフラウ三山をはじめ、ベルナーアルプスの名峰を望むことができる。